# خيسوس فالنزويلا
خيسوس فالنزويلا (مواليد 24 نوفمبر 1983) هو حكم كرة قدم فنزويلي، حصل على الشارة الدولية من قبل الفيفا في 2013.